# ロマンスタウン
『ロマンスタウン』（原題：로맨스타운）は、2011年5月11日から7月14日まで毎週水曜日と木曜日にKBS 2TVのKBS水木ドラマ枠で毎回約1時間全20回にわたって放送された韓国のテレビドラマ。ソ・スキャンが脚本を書き、ファン・ウィギョンとキム・ジヌォンが演出し、ソン・ユリ主演でCJ E&MとAnnex Telecomが制作した。高級住宅街を舞台に1等100億ウォンの宝くじに当選した家政婦スングムを中心に話が展開する恋愛喜劇。

## 登場人物

### 主要人物
ノ・スングム
演 - ソン・ユリ
カン家の家政婦。
カン・ゴヌ
演 - チョン・ギョウン
資産家であるカン家の息子。
キム・ヨンヒ
演 - キム・ミンジュン
隣人カン・ゴヌの友人で資産家。
チョン・ダギョム
演 - ミン・ヒョリン
キム家の家政婦。

### カン家
カン・テウォン
演 - イ・ジェヨン
資産家カン家の主人。ゴヌの父。
ソ・ユンジュ
演 - ヤン・ジョンア
カン・テウォンの妻。ゴヌの母。
ユ・チュンジャク
演 - パン・ヒョジョン
カン家の使用人。

### ファン家
ファン・ヨン
演 - チョ・ソンハ
カン家の隣人である資産家ファン家の主人。
ファン・ジュウォン
演 - ユリエル
ヨンの娘。
トゥ
演 - キム・イェウォン
ファン家の家政婦。

### チャン家
チャン・チグク
演 - イ・ジョンギル
カン家の隣人である資産家チャン家の主人。
キム・スノク
演 - シン・シネ
チグクの妻。
オ・ブンジャ
演 - クォン・ギソン
チグクの愛人。
オ・ヒョンジュ
演 - パク・ジヨン
チャン家の家政婦。

### その他の人物
オム・スジョン
演 - イ・ギョンシル
家政婦。
ユン・シア
演 - キム・ジェイン
スングムの親友。